# Orquesta de mujeres de Auschwitz
La Orquesta de mujeres de Auschwitz, o la Orquesta de chicas de Auschwitz fue una orquesta femenina que se creó en el Campo de concentración de Auschwitz por orden de las SS en la primavera de 1943. Las intérpretes eran generalmente prisioneras jóvenes de diversas nacionalidades y llevaban a cabo esta labor musical pues se consideraba útil para el funcionamiento diario del campo.

## Historia
La Mädchenorchester von Auschwitz (lit. "Orquesta de mujeres de Auswitz") se creó en abril de 1943 por la SS-Oberaufseherin (supervisora jefa de las SS) Maria Mandel. Deseaban una herramienta para propaganda y una herramienta también para mantener la moral del campo. Estaba bajo la dirección de la maestra de música polaca Zofia Czajkowska y las componentes provenían de países como Grecia, Polonia, Alemania, Ucrania o Bélgica.
Desde junio de 1943 su función principal fue tocar (a menudo durante muchas horas y al margen de las condiciones climáticas que se dieran) en la puerta tanto cuando grupos salían a trabajar como cuando volvían. La orquesta también ofrecía conciertos de fin de semana para prisioneras y las SS a quienes servía de entretenimiento, tocaban para prisioneras enfermas y heridas de la enfermería y a veces se les mandaba tocar también cuando llegaban nuevas prisioneras al campo o durante las selecciones.
En los primeros meses la orquesta estaba constituida por músicas amateurs con una sección de cuerdas, acordeones y una mandolina.
El repertorio interpretado era bastante limitado tanto por las partituras disponibles como por los conocimientos musicales de la dirección y los deseos de las SS. La orquesta tocaba principalmente canciones de marcha alemana, así como las canciones populares y militares polacas que Czajkowska se sabía de memoria. También contaba con músicos profesionales como la violonchelista Anita Lasker-Wallfisch y la vocalista / pianista Fania Fénelon, quienes luego escribieron memorias de su tiempo en la orquesta. Wallfisch por ejemplo, contó que le mandaron interpretar Sueños de Robert Schumann para Josef Mengele.
Czajkowska fue eventualmente reemplazada como directora de la orquesta en agosto de 1943 por Alma Rosé, quien había sido directora de orquestas de mujeres en su ciudad natal, Viena. Dirigía, orquestaba y tocaba solos de violín ocasionalemente durante conciertos. Además de la actividad oficial, hizo que la orquesta ensayara y tocara música prohibida de composición judía y polaca. Murió repentinamente a los 37 años el 5 de abril de 1944 posiblemente por intoxicación alimentaria. A partir de entonces, la orquesta fue dirigida por Sonia Vinogradova, una prisionera rusa.

## Cambio a Bergen-Belsen
El 1 de noviembre de 1944, las integrantes judías de la orquesta de mujeres fueron evacuados en un vagón de ganado al campo de concentración de Bergen-Belsen en Alemania, donde no había ni orquesta ni "privilegios" especiales. El 18 de enero de 1945, las mujeres no judías de la orquesta, incluidas varias polacas, fueron evacuadas al campo de concentración de Ravensbrück. Ese mismo mes, Auschwitz fue desmantelado y la orquesta restante fue enviada a Bergen-Belsen. Dos miembros, Lola Kroner e Ioulia Stroumsa, murieron allí, muy probablemente por enfermedad. El resto sobrevivió, aunque Ewa Stojowska fue golpeada gravemente y Fania Fénelon estuvo a punto de morir de tifus.
Fénelon escribió que el mismo día de la liberación de las tropas británicas se había programado que la orquesta fuera asesinada a tiros. Fue entrevistada por la BBC el día de la liberación y realizó "La Marsellesa" y "God Save the King".

## En ficción
- Playing for Time, una película de 1980, protagonizada por Vanessa Redgrave.